# 墨田区立本所中学校
墨田区立本所中学校（すみだくりつ ほんじょちゅうがっこう）は、東京都墨田区東駒形三丁目にある区立の中学校。

## 沿革

### 経緯
1947年（昭和22年）、旧東京都立本所工業高等学校内に開校した。1948年（昭和23年）に校舎の改築が完成し、現校舎に移転した。

### 年表
- 1947年4月1日 - 設立認可
- 1947年5月10日 - 開校記念式典
- 1948年9月1日 - 校章制定
- 1948年12月24日 - 現校舎に移転
- 1953年5月1日 - 校歌制定
- 1953年5月31日 - 校旗制定
- 1969年2月24日 - 学校給食開始
- 1974年11月27日 - 新校舎完成

## 教育方針

### 教育目標
「かしわの精神」をもち、国際社会の中で活躍できる心豊かでたくましい生徒を育成する。
- か「改革」 - 改革の精神をもち、未来を切り拓く生徒
- し「心理」 - 真理を追究し、自ら学ぶ生徒
- わ「和楽」 - 和楽の心を大切にする生徒

### 指導方針
「人権尊重の精神を基調とし、生徒一人一人を伸ばす本所中学校」

## 学校行事
| - 4月 始業式、入学式、離任式 - 5月 開校記念日、修学旅行（3年） - 6月 運動会、プール開き、学校公開日、生徒総会 | - 7月 野外体験活動（1年）、職場体験（2年） - 8月 - 9月 プール納め、学校公開日 | - 10月 前期終業式、後期始業式、かしわ祭 - 11月 学校公開日、新入生説明会 - 12月 | - 1月 書初め展、百人一首大会、オーケストラ教室（2年） - 2月 移動教室（2年）、新入生説明会 - 3月 社会見学（3年）、球技大会、卒業式、修了式 |

## 部活動
- 運動部
  - 男子バスケットボール部
  - 女子バスケットボール部
  - 男子バレーボール部(2011年度より)
  - 女子バレーボール部
  - 剣道部
  - 卓球部
  - 男子ソフトテニス部
  - 女子ソフトテニス部
  - 野球部
  - 女子ソフトボール部
  - 陸上部
  - サッカー部

- 文化部
  - 吹奏楽部
  - コンピューター部
  - 文芸部
  - 将棋部
  - 邦楽部
  - 家庭科部
  - 科学部

※ものづくり部は技術科教師(顧問)が学校にいないことから2022年度より廃部

## 学区
- 東京都墨田区
  - 東駒形の全域
  - 吾妻橋の全域

ただし、墨田区は学校選択制度を導入しており、学区外の生徒が通うことも学区内の生徒が他校に通うことも可能である。

## 交通
- 東武伊勢崎線･東京メトロ銀座線 浅草駅から徒歩10分
- 都営地下鉄浅草線 本所吾妻橋駅から徒歩7分

## 出身者
- いかりや長介
- 王貞治
- 佐藤史果
- 津島要
- 塚本やすし
- 柳家さん喬
- 首藤ヒロヤ
- 茂木タケル